# Собор Усекновения Главы Иоанна Предтечи (Зарайск)
Собо́р Усекнове́ния Главы́ Иоа́нна Предте́чи — православный храм в кремле города Зарайска Московской области. Входит в состав Зарайского благочиния Коломенской епархии Русской православной церкви. Построен в 1901—1904 годах по проекту архитектора Константина Быковского на месте прежней церкви, освящён в честь Иоанна Предтечи.

## История
Первый храм в честь Усекновения главы Иоанна Предтечи был сооружён в XIII веке на могиле зарайского князя Феодора, его супруги Евпраксии и сына их Ивана. В 1525 году он значится уже каменным.
В середине XVI века при царе Иване Грозном возвели новый Иоанно-Предтеченский храм, «что под колоколами», находившийся несколько восточнее нынешнего храма.
В 1740-х годах ветхую церковь разобрали, и воздвигли новый храм, при этом сень-шатёр над погребением князей оказалась вне храма. Зарайский протопоп Алексий подал Рязанскому епископу Алексию Титову отписки, докладывая «о не приведении в окончание новостроенной церкви Божией св. Иоанна Предтечи за не имением в довольствии кирпича». Заслушав эти отписки, преосвященный указал «о совершении показанного строения послать вторично указ, чтобы строили, всякое радение имели протопоп с братией без всяких впредь отговорок».
Зарайский протопоп, наказанный в 1733 году плетьми по распоряжению духовной власти за неправильное написание царского титула и самовольный отъезд из Переяславля, боясь гнева архипастыря, поспешил исполнить волю начальства. В 1764 году собор этот был назван новым, но освящён ещё не был.

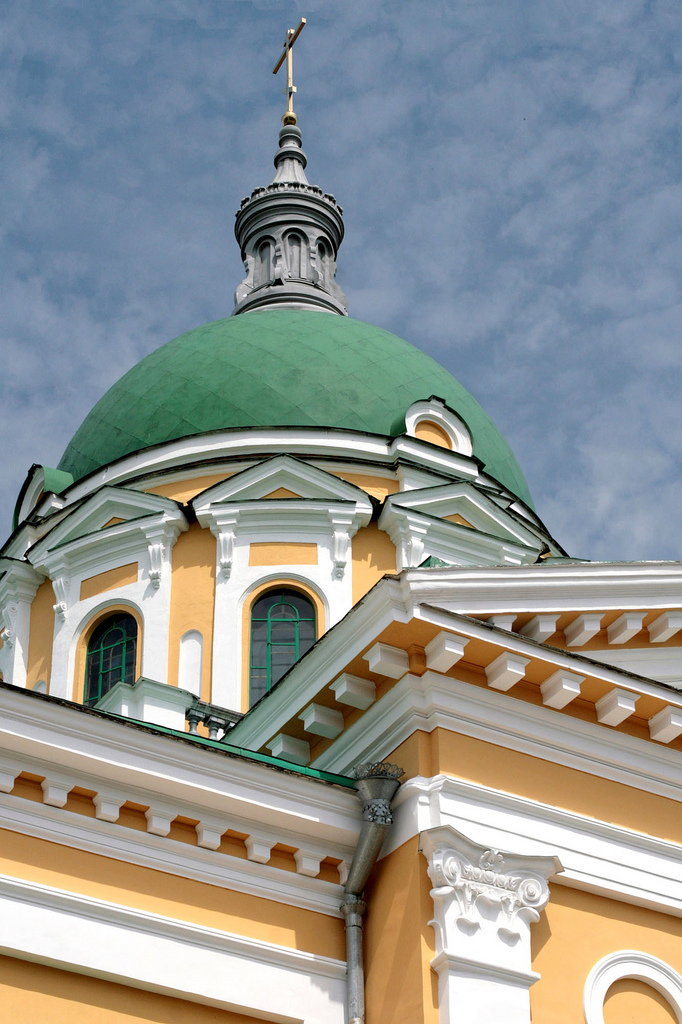

До 1764 года соборный причт имел землю и крестьян. По штату 1764 года причту при Зарайских соборах было положено: 1 протоиерей, 2 священника, 1 диакон, дьячок и пономарь. По штату 1873 года в причте положены: настоятель — протоиерей, 1 священник — помощник, 1 диакон и 2 псаломщика. Прихода при соборе стало не положено, единственным источником для содержания причта служило совершение молебнов как в храме, так и по домам граждан и окрестных селений. Но и из этого источника, по определению епархиального съезда, причт Зарайских соборов вынужден был одну часть отдавать в пользу причта, в котором происходил молебен, другую часть в пользу епархиального женского училища, а последнюю оставлять в свою пользу.
Через полвека после постройки, в начале XIX века, стены и алтарь храма оказались ветхими, иконы и иконостас полинялыми, одежды на престолах и жертвенниках истлевшими. В 1818 году своды в алтаре обрушились, а стены развалились.
Восстановленный в 1819—1821 годах собор был богато украшен и имел три престола, из которых средний был устроен в честь Усекновения Главы Иоанна Предтечи, направо — во имя апостолов Петра и Павла, налево — в честь равноапостольного князя Владимира. К алтарной стене собора примыкала колокольня, под коей прежде находилась трапезная прежней Предтеченской церкви. Храм был освящён Рязанским архиепископом Сергием 11 июня 1822 года.
В конце XIX века ампирная церковь была разобрана, после чего на её месте в 1901—1904 годах на средства братьев Бахрушиных был возведён существующий храм. Автором проекта выступил Константин Быковский, автором проекта реконструкции — И. Калугин, строительство вёл Карл Гиппиус. Иконостас, клиросы и киоты, исполненные «в древнем стиле» по рисункам архитектора Сергея Соловьева мастером И. М. Фроловым, не сохранились; иконы писал художник И. П. Пашков.
Ряд архитектурных приемов и силуэт собора близки московской церкви Троицы на Грязех, видимо, послужившей прообразом. В нарядной, торжественной архитектуре четырёхстолпного трёхапсидного храма приёмы классицизма сочетаются с ренессансными мотивами убранства. Массивный световой барабан, значительно сдвинутый к востоку, покоится на квадратном постаменте с балюстрадой.
Храм был освящён 27 июля 1904 года епископом Рязанским и Зарайским Аркадием.
Близ собора находился древний памятник, поставленный над гробами убитого в орде ханом Батыем князя Феодора, его жены Евпраксии и их сына Иоанна. Памятник имел вид трёх гробов, утверждённых на каменной площадке и трёх крестов (как видно из сказаний об убиении князя Феодора Батыем, кресты на месте погребения князей стояли ещё в XIII столетии), на крайних были изображены князь Фёдор и его сын, а на среднем — княгиня Евпраксия. Изображения эти не отличались изяществом рисунка и принадлежали кисти доморощенных маляров. На задней стороне крестов иссечена следующая надпись вязью — 

на первом кресте: «лета 173 (1665) июня 10 день, по рассмотрению летописной книги» — на втором: «поставил си кресты по обещанию столицы князь Никита Григорьевич Гагарин», на третьем: «на благоверных князьях рязанских, которые побиты от беззаконного царя Батыя».

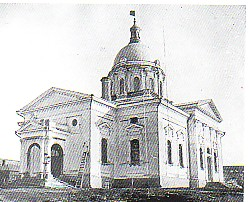
Предтеченский Собор в Зарайске, 1930 год

После Октябрьской революции 1917 года начались массовые гонения со стороны государственных органов на духовных лиц, была организована работа по изъятию церковных ценностей; многие церковные постройки были перепрофилированы либо разрушены. В 1928 году был закрыт и Предтеченский собор. Колокольню взорвали, гробницу зарайских князей уничтожили. После закрытия храм использовался как кинотеатр, причём во Владимирском приделе был устроен буфет, а рядом с алтарём — общественный туалет.
В 1970-х годах в целях дальнейшего улучшения дела по охране памятников архитектуры, собор был отнесён к памятникам архитектуры РСФСР, подлежащих охране и имеющих государственное значение.
В 1992 году храм передали верующим. В 1994 году была возведена деревянная колокольня с десятью колоколами. В 1997 году изготовлен список чудотворной иконы Николы Заразского. В августе 2002 года освящён восстановленный памятник-надгробие князьям Фёдору, Евпраксии и Иоанну. В 2009 году закончились реставрационные работы.

## Священнослужители
- Евстафий, что «пришёл с чудотворным образом из Херсона» в 1225 году;
- Евстафий, сын его …
- Прокопий, сын второго Евстафия.
- Никита, сын Прокофьев
- Василий, сын Никитин
- Захарий, сын Василиев
- Феодосий, сын Захария
- Прот. Матвей, сын Феодосия
- Прот. Иоанн, протопопов сын Матвеев уп. в 1560 и 1578 г.
- Иосиф схимник, в миру Симеон
- Савватий (мон.) Корсунский
- Прот. Димитрий Леонтьев уп. в 1608—1625 г.
- Евстратий Димитриев уп. в 1625 г.
- Прот. Иосиф Семёнов, сын иерея Иосифа схимника — уп. с 1625—1640 г.
- Тимофей Моисеев уп. в 1625 г.
- Михаил Григорьев уп. в 1625 г.
- Григорий Голосем уп. в 1625 г.
- Иван в 1654 г. послан в Симонов монастырь на смиренье
- Гавриил уп. до 1683 г.
- Прот. Михаил уп. с 1678 до 1687 г.
- Тарасий уп. в 1678 г.
- Стефан Гаврилов р. в 1683 г. марта 3
- Прот. Наум р. в 1691 г., уп. в 1698 г.
- Кирилл Тарасьев р. в 1693 г. янв. 30
- Прот. Фома Елисьев (р. в иерея в 1694 г.) уп. с 2 апр. 1709—1713 г.
- Иосиф Стефанов р. в 1694 г. авг. 1
- Ефрем Феодоров уп. с 1695—1703 г.
- Макарий Стефанов р. в 1700 г. март. 9, ум. в 1735 г.
- Пётр Ефремов уп. с 4 июля 1703—1727 г.
- Нестор уп. с 1702 по 1715 г.
- Иаков Наумов уп. с 24 апр. 1709 по 1734 г.
- Василий Сестеров р. в 1725 г. март. 25, умер в 1734 г.
- Прот. Алексий Елисьев уп. с 15 авг. 1713 г. по 1744 г.
- Стефан Васильев уп. с 1734 г. по 1760 г.
- Иаков Феодоров уп. до декабря 1738 г.
- Пётр Алексеев Чашников р. в 1734 г. апр. 6
- Иоанн Иоаннов (на место Макария Стефанова) с 5 сент. 1735 по 1745 г.
- Никита Петров р. в 1637 г. февр. 11, ум. в 1760 г.
- Прот. Иоанн Васильев р. в 1744 г. март. 6, уп. в 1760 г.
- Григорий Фомин (на место Иоанна Иоаннова) р. в 1745 г. янв. 19, уп. в 1763 г.
- Василий Андреев уп. в 1760 г.
- Прот. Иеремия Тимофеев уп. в 1779 г.
- Прот. Алексий Иванов р. в 1800 г., умер в 1812 г.
- Матвей Григорьев уп. с 1784 по 1830 г.
- Василий Антонов уп. с 1784 по 1813 г.
- Стефан Артемьев р. в 1813 г. дек. 8
- Протоиерей Пётр Яковлевич Смирнов (р. в иерея в 1799 г. апр. 24), с 6 авг. 1812 по 1837 г.
- Василий Васильев уп. до марта 1822 г.
- Никита Стефанов Долгомослев уп. с окт. 1823 г. по 1860 г., умер 15 декабря 1871 г.
- Григорий Иванов Покровский уп. с 1834 по 1837 г.
- Протоиерей Иоанн Данилов Авдевский уп. с 1837 по 1841 г.
- Михаил Петров Субботин уп. с 1837 по 1853 г.
- Протоиерей Иоанн Феодоров Успенский уп. с 1841 по 1848 г.
- Протоиерей Михаил Иванов Ремезов уп. с 1 декабря 1848 г. по 28 марта 1878 г.
- Протоиерей Стефан Антонович Яхонтов (р. в иерея в 1853 г. ноябр. 8), с 1878 г. ноябр. 10
- Иоанн Александров Тихомиров уп. с 1860 по 1870 г.
- Иоанн Васильевич Добролюбов сост. с 1870 г. апр. 8
- Алексий Ильич Колосов сост. с 1879 г. авг. 19[1][3][4][11][12][13]
- Протоиерей Владимир Семёнович Соловьёв уп. в 1898 г.
- Протоиерей Андрей Капитонович Ястребов уп. до 1914 г.
- Протоиерей Иоанн Алексеевич Смирнов уп. с 1904 по 1928 г.[14][15][16][17][18]